# 張嗣誠
張嗣誠（16世紀—17世紀），字伯行，号從龍，山東登州府莱陽縣人，明朝政治人物。

## 生平
八月二十四日生，治诗经。萬曆十三年（1585年）乙酉科山東鄉試第十八名舉人，二十三年（1595年）乙未科會試第六十二名，廷試二甲第三十九名進士，兵部觀政，二十四年十月除南户部四川司主事，二十五年丁外艰归，居丧，孝闻齐鲁间。服除，二十八年补北工部营缮司主事，督修殿工，省节巨万，潞河清木，群请谢绝。庚子典试广东，称得人。改调礼部，绝藩封例外请封。丁未提调会试，罢无名费，为曹郎置舍，秋，校武闱，获俊皆折冲之士。司礼九年，已推尚宝司卿，被弹劾归里，治母丧，哀毁骨立。萬曆三十九年（1611）大计，左迁广德州知州。历刑部郎中，四十七年六月升山西按察司佥事，升副使，分巡冀南道。

## 家族
曾祖张相。祖父张锟，贈陕西按察司副使。父張夢鯉，官大理寺卿，前巡抚右副都御史，祀乡贤，贈通議大夫。母宫氏，封恭人，加封太淑人。具庆下。娶李氏，封安人。有子張載徵、张载錫。